# Jam.py
Jam.py è un web framework WSGI full stack per lo sviluppo rapido di applicazioni, gratuito e open source, pensato per i linguaggi di programmazione JavaScript e Python, con un approccio "low-code"/"no-code".
Jam.py è una piattaforma di sviluppo low-code, basata su eventi e a pagina singola, per applicazioni web aziendali basate su database. Si basa sul principio DRY e pone l'accento su CRUD. È progettata per generare automaticamente moduli web JavaScript dalle tabelle del database sottostanti, anche se, se necessario, è possibile creare un modulo manualmente.
Offre un server web integrato, un Application Builder e l'accesso a database di terze parti.

## Introduzione e funzionalità
- Distribuzione unica che funziona sia con Python 2.6+ che 3.x.
- Può essere eseguita come server di sviluppo web autonomo o utilizzata con qualsiasi server web che supporti WSGI.
- Generatore GUI integrato chiamato Application Builder.
- Supporto per dati client JSON (per client REST e JavaScript).
- Supporto per i database più diffusi come Oracle Database, Microsoft SQL Server, PostgreSQL, SQLite, MySQL, Firebird (server di database), SQLCipher[2][3]
- Meccanismi di autenticazione estensibili e controllo degli accessi basato sui ruoli.
- Supporto per l'internazionalizzazione. jQuery per Ajax e interfacce utente.
- Linguaggio per modelli.
- Modelli di report basati su LibreOffice.
- Caricamento di file.

### Caratteristiche
Tutte le attività di sviluppo, manutenzione e amministrazione remota del database possono essere svolte tramite l'interfaccia Builder. La caratteristica più distintiva è il modulo Client-Server. Il modulo Server abilita l'esecuzione del codice Python per la logica aziendale, gestito come una sessione lato server. Il modulo Client esegue il codice JavaScript all'interno di un browser, e i dati possono essere scambiati tra i due. 
L'Application Builder è fortemente ispirato al designer visivo di Borland Delphi.